# Marjo Matikainen-Kallström

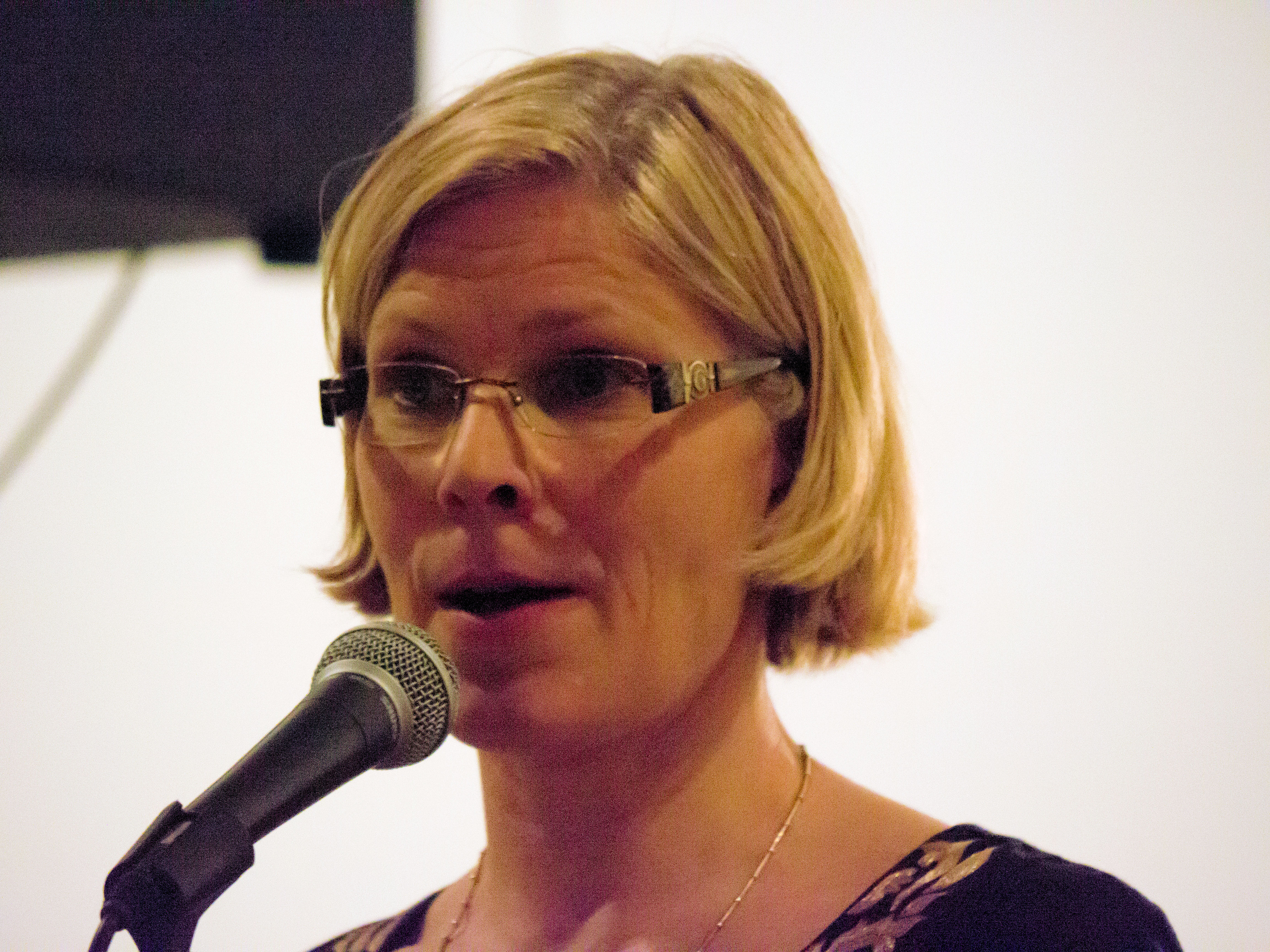
Marjo Matikainen-Kallström

Marjo Matikainen-Kallström este un om politic finlandez, membru al Parlamentului European în perioada 1999-2004 din partea Finlandei. Înainte de a se lansa în politică, a fost o schioară fond, obținând o medalie de bronz la Jocurile Olimpice de iarnă din 1984 în Sarajevo, iar în 1988 — una de aur și două de bronz.
1. ↑  Marjo Matikainen-Kallström, Česko-Slovenská filmová databáze
2. ↑  Deputații în Parlamentul European